# Familia Radford
La familia Radford son una familia británica que protagoniza el programa de televisión de Channel 4, 21 Kids and Counting (anteriormente llamado 15 Kids and Counting). La temporada más reciente fue lanzada en enero de 2019. Son también conocidos por ser la familia más grande del Reino Unido, compuesta por el patriarca Noel, la matriarca Sue, y 22 hijos.

## Historia
Noel y Sue se conocieron cuando eran niños y tuvieron a su primer hijo, Christopher, cuando ella tenía 14 y él 18. Contrajeron matrimonio el 26 de septiembre de 1991. La familia vive en un antiguo asilo ubicado en Morecambe.
La familia también es propietaria de la compañía Radford's Pie, también conocida como Faraday's, una panadería en Heysham, la cual adquirieron en 1999.
La temporada que se emitió en 2018, 20 Kids and Counting, trató su 25º aniversario de boda y el nacimiento de su 20º hijo.

## Familia

### Padres
- Noel Radford - 24 de diciembre de 1970 (54 años)
- Sue Radford - 22 de marzo de 1975 (50 años)

### Hijos
Hasta la fecha, tienen 22 hijos; 11 niños y 11 niñas. Su última hija, Heidie, nació el 3 de abril de 2020. Uno de ellos, Alfie, nació muerto en julio de 2014.
|    | Nombre             | Fecha de nacimiento                                 |
| -- | ------------------ | --------------------------------------------------- |
| 1  | Christopher        | 7 de mayo de 1989 (36 años)                         |
| 2  | Sophie Rose        | 13 de diciembre de 1993 (31 años)                   |
| 3  | Chloe Anne         | 31 de julio de 1995 (30 años)                       |
| 4  | Jack Richard       | 9 de abril de 1997 (28 años)                        |
| 5  | Daniel Leon        | 3 de marzo de 1999 (26 años)                        |
| 6  | Luke James         | 1 de octubre de 2000 (24 años)                      |
| 7  | Millie Jo          | 29 de agosto de 2001 (23 años)                      |
| 8  | Katie Louise       | 13 de noviembre de 2002 (22 años)                   |
| 9  | James Edward       | 16 de octubre de 2003 (21 años)                     |
| 10 | Ellie May          | 6 de mayo de 2005 (20 años)                         |
| 11 | Aimee Elizabeth    | 21 de abril de 2006 (19 años)                       |
| 12 | Josh Benjamin      | 3 de julio de 2007 (18 años)                        |
| 13 | Max Joseph         | 11 de diciembre de 2008 (16 años)                   |
| 14 | Tillie May         | 2 de mayo de 2010 (15 años)                         |
| 15 | Oscar Will         | 22 de octubre de 2011 (13 años)                     |
| 16 | Casper Theo        | 3 de octubre de 2012 (12 años)                      |
| 17 | Alfie Thomas (†)   | 6 de julio de 2014 (nacido muerto, tendría 11 años) |
| 18 | Hallie Alphia Beau | 3 de junio de 2015 (10 años)                        |
| 19 | Phoebe Willow      | 24 de julio de 2016 (9 años)                        |
| 20 | Archie Rowan       | 18 de septiembre de 2017 (7 años)                   |
| 21 | Bonnie Raye        | 6 de noviembre de 2018 (6 años)                     |
| 22 | Heidie Rose        | 3 de abril de 2020 (5 años)                         |

### Nietos
Hasta la fecha, tienen 12 nietos: 6 nietas y 6 nietos.
|    | Nombre         | Fecha de nacimiento               | Padres               |
| -- | -------------- | --------------------------------- | -------------------- |
| 1  | Daisy Mae      | 27 de agosto de 2012 (12 años)    | Sophie y Joe         |
| 2  | Ayprill Louise | 13 de octubre de 2014 (10 años)   | Sophie y Joe         |
| 3  | Leo Thomas     | 24 de diciembre de 2015 (9 años)  | Sophie y Joe         |
| 4  | Maisie Paige   | 3 de junio de 2017 (8 años)       | Christopher y Nicole |
| 5  | Jacob Colin    | 31 de julio de 2019 (6 años)      | Christopher y Nicole |
| 6  | Ophelia Jo     | 10 de septiembre de 2020 (4 años) | Millie               |
| 7  | Oaklyn         | 21 de septiembre de 2021 (3 años) | Christopher y Nicole |
| 8  | Chester Bleu   | 20 de febrero de 2022 (3 años)    | Millie               |
| 9  | Mila Eloise    | 23 de julio de 2022 (3 años)      | Jake Wallace y Chloe |
| 10 | Elodie Jade    | 19 de septiembre de 2023 (1 años) | Millie               |
| 11 | Ronnie Hudson  | 8 de octubre de 2024 (0 años)     | Connor y Katie       |
| 12 | Bodhi Reign    | 28 de abril de 2025 (0 años)      | Jack Wallace y Chloe |
| 13 | Bebé en Camino | 1 de enero de 2026 (-1 años)      | parents              |